# U.S. Route 191 (Arizona)
La U.S. Route 191 o Ruta Federal 191 (abreviada US 191) es una autopista federal ubicada en el estado de Arizona. La autopista inicia en el sur desde la SR 80     en Douglas hacia el norte en la Frontera con Utah. La autopista tiene una longitud de 790,3 km (491.07 mi).

## Mantenimiento
Al igual que las carreteras estatales, las carreteras interestatales, y el resto de rutas federales, la U.S. Route 191 es administrada y mantenida por el Departamento de Transporte de Arizona por sus siglas en inglés ADOT.

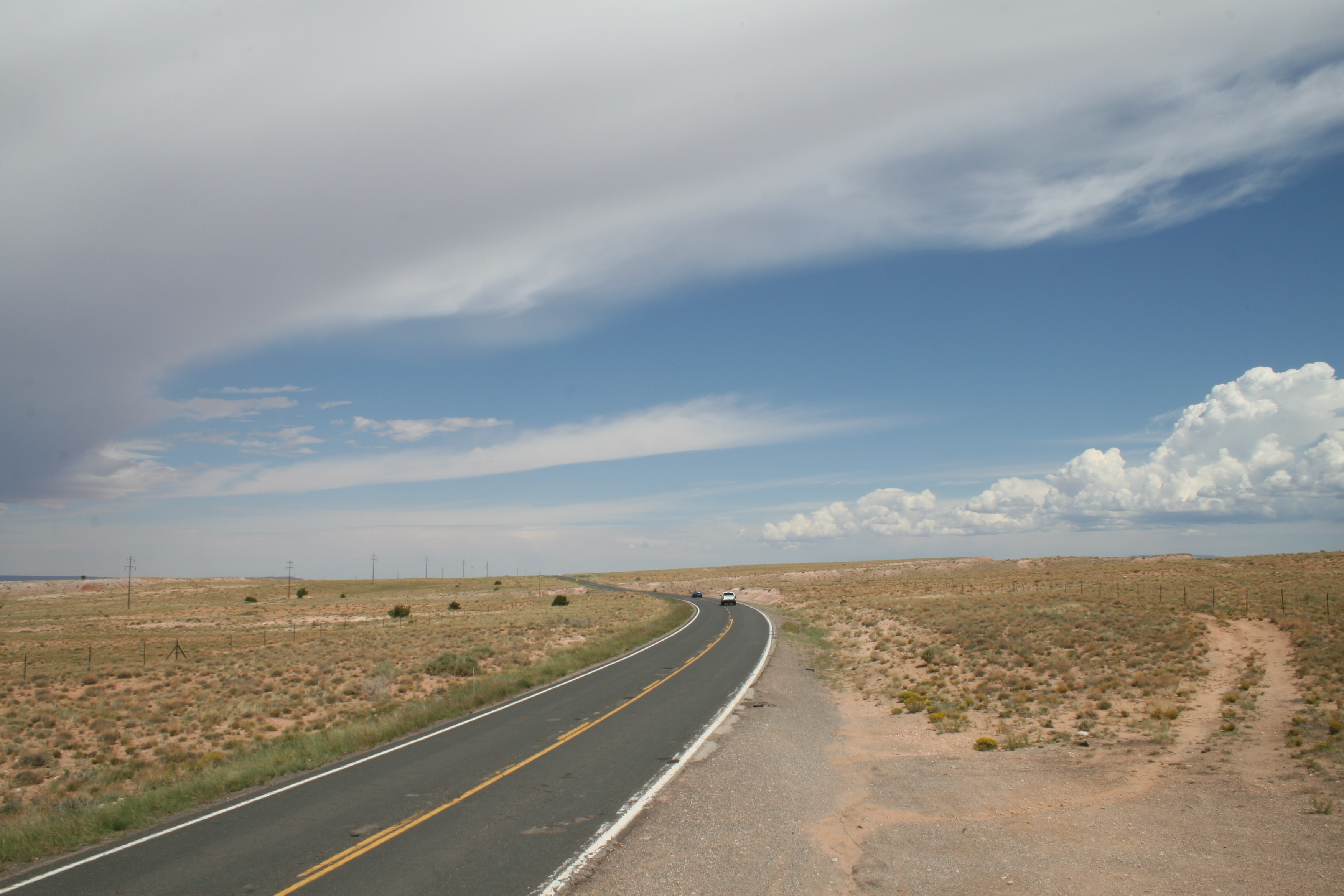
US 191 cerco de Beautiful Valley, Arizona
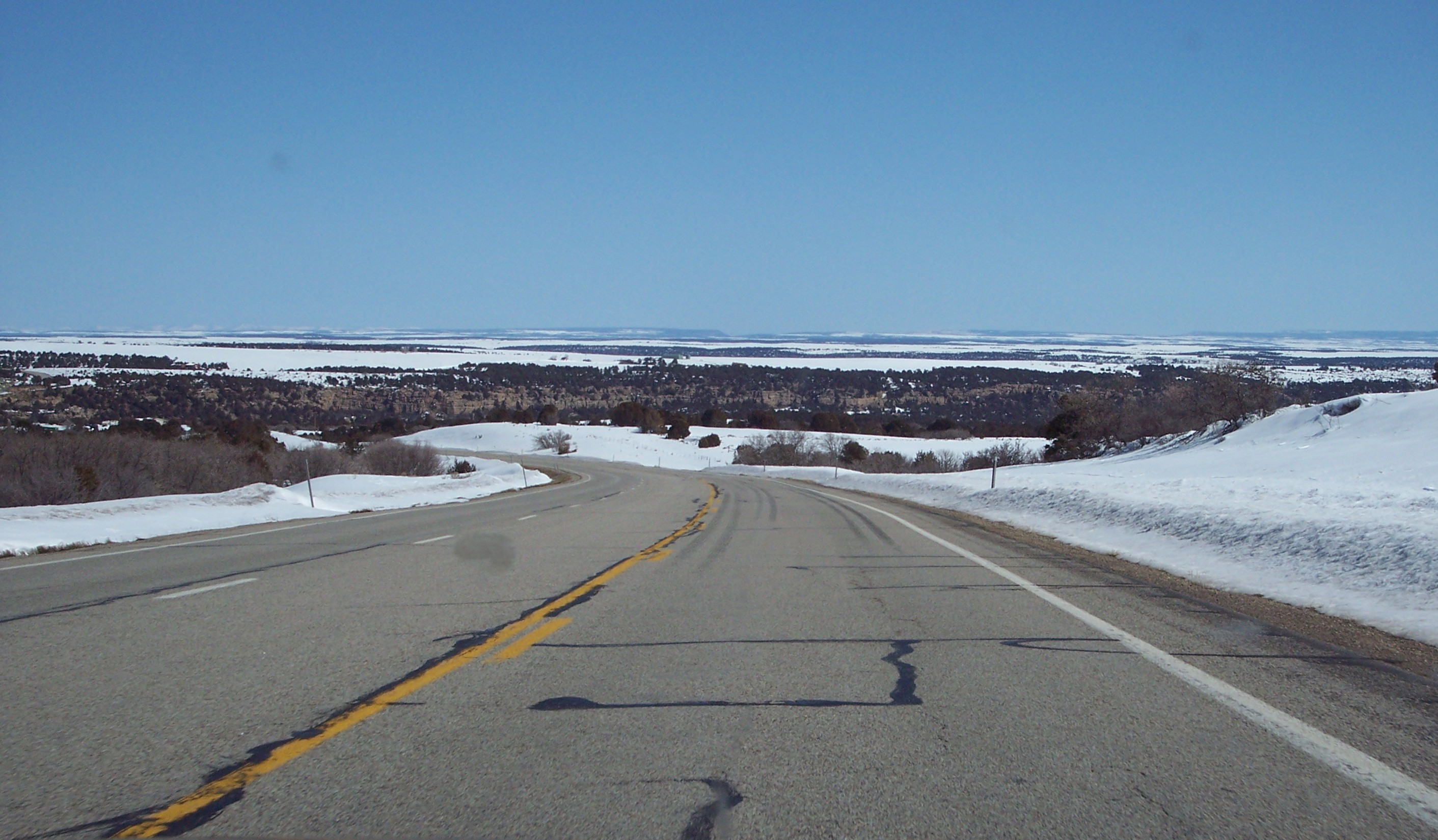
US 191 al norte de Blanding, Utah

## Cruces
La U.S. Route 191 es atravesada principalmente por la  I 10     en Willcox
 I 40     en Sanders.